# Gymnopis multiplicata
Gymnopis multiplicata é uma espécie de anfíbio gimnofiono da família Caeciliidae. Está presente na Costa Rica, Guatemala, Honduras, Nicarágua e Panamá.